# Caleb Plant
Caleb Hunter Plant (* 8. Juli 1992 in Ashland City, Tennessee, USA) ist ein US-amerikanischer Profiboxer und ehemaliger Kickboxer. Er ist ehemaliger IBF-Weltmeister im Supermittelgewicht.
Er wurde zuerst von seinem Vater Richie Plant trainiert. Sein aktueller Trainer ist Justin Gamber. Gemanagt wird er von Al Haymon.

## Amateurkarriere

### Kickboxen
Plant begann mit dem Kampfsport im Alter von zwölf Jahren. Als folgender Amateur-Kickboxer im Vollkontakt wurde er im Mai 2009 US-amerikanischer Meister der International Kickboxing Federation (IKF) im Mittelgewicht und im Oktober 2009 IKF-Weltmeister im Supermittelgewicht durch einen Finalsieg gegen den Engländer Rob Burbridge. 2007 wurde er im Halbmittelgewicht sowie 2010 im Mittelgewicht jeweils IKF World Classic Champion.

### Boxen
Noch 2010 ging er erstmals bei den US-Meisterschaften im Boxen an den Start und erreichte auf Anhieb den vierten Platz im Halbschwergewicht. 2011 gewann er in dieser Gewichtsklasse dann die National Golden Gloves mit Siegen gegen Sean Daniels, Craig Duncan, Corey Richards und Jerry Odom. Bei der nationalen Olympiaqualifikation 2011 konnte er sich mit einem Sieg gegen Sean Bettencourt sowie Niederlagen gegen Jeffrey Spencer und Siju Shabazz nicht für die Olympischen Spiele 2012 in London qualifizieren, blieb jedoch Teil der Reserveauswahl.

## Profikarriere
Im Mai 2014 unterschrieb er einen Profivertrag bei Premier Boxing Champions von Al Hayman und wird von Justin Gamber und seinem Vater Richard trainiert. Sein Debüt gewann er am 10. Mai 2014 in Los Angeles und blieb bis 2019 auch in 16 weiteren Kämpfen ungeschlagen, wobei nur zwei Gegner eine negative Kampfbilanz, mehr Niederlagen als Siege, aufwiesen. Dabei besiegte er unter anderem Tyrone Brunson, den US-Meister Andrew Hernandez und den WM-Herausforderer Rogelio Medina.
Am 13. Januar 2019 besiegte er den IBF-Weltmeister Jose Uzcategui einstimmig nach Punkten und hatte seinen Gegner auch zweimal am Boden. Seine erste Titelverteidigung gewann er am 20. Juli 2019 durch Technischen K. o. (TKO) in der dritten Runde gegen den bis dahin unbesiegten Mike Lee (Bilanz: 21-0).
Am 15. Februar 2020 besiegte er in seiner nächsten Titelverteidigung den Deutschen Vincent Feigenbutz (31-2) durch TKO in der zehnten Runde. Eine weitere Titelverteidigung gewann er am 30. Januar 2021 einstimmig gegen Caleb Truax (31-4).
Am 6. November 2021 verlor er gegen Canelo Alvarez durch TKO in der 11. Runde seinen IBF-Gürtel und machte Canelo somit zum unumstrittenen Weltmeister im Supermittelgewicht.
Seinen nächsten Kampf gewann er im Oktober 2022 vorzeitig gegen Anthony Dirrell (34-2).

## Liste der Profikämpfe
| 22 Siege (13 K.-o.-Siege), 2 Niederlagen, 0 Unentschieden |               |                                                     |                                                                  |                                          |
| Jahr                                                      | Tag           | Ort                                                 | Gegner                                                           | Ergebnis für Plant                       |
| 2014                                                      | 10. Mai       | Galen Center, Los Angeles, USA                      | Travis Davidson                                                  | Sieg / KO 1. Runde                       |
| 2014                                                      | 27. Juni      | Hard Rock Hotel and Casino, Las Vegas, USA          | Mike Noriega                                                     | Punktsieg (einstimmig) / 4 Runden        |
| 2014                                                      | 25. Juli      | Fantasy Springs Casino, Indio, USA                  | Brian True                                                       | Sieg / KO 3. Runde                       |
| 2014                                                      | 1. November   | UIC Pavilion, Chicago, USA                          | Jovan Ramirez                                                    | Sieg / KO 1. Runde                       |
| 2014                                                      | 5. Dezember   | Harrah’s Philadelphia, Chester, USA                 | Daryl Gardner                                                    | Sieg / KO 1. Runde                       |
| 2015                                                      | 6. März       | MGM Grand Hotel, Las Vegas, USA                     | Daniel Henry                                                     | Sieg / TKO 1. Runde                      |
| 2015                                                      | 29. Mai       | Stadium Holiday Inn, Philadelphia, USA              | Jason Zabokrtsky                                                 | Sieg / TKO 1. Runde                      |
| 2015                                                      | 27. Juni      | Sands Bethlehem Event Center, Bethlehem, USA        | Juan Carlos Rojas                                                | Sieg / TKO 4. Runde                      |
| 2015                                                      | 15. August    | Centre Bell, Montreal, Kanada                       | Zoltan Sera                                                      | Sieg / TKO 1. Runde                      |
| 2015                                                      | 22. September | Sands Bethlehem Event Center, Bethlehem, USA        | Jamar Freeman                                                    | Punktsieg (einstimmig) / 8 Runden        |
| 2015                                                      | 31. Oktober   | NRG Arena, Houston, USA                             | Tyrone Brunson                                                   | Punktsieg (einstimmig) / 8 Runden        |
| 2016                                                      | 19. Januar    | Club Nokia, Los Angeles, USA                        | Adasat Rodriguez                                                 | Sieg / TKO 6. Runde                      |
| 2016                                                      | 3. Juni       | Seminole Hard Rock Hotel and Casino, Hollywood, USA | Carlos Galvan                                                    | Sieg / KO 4. Runde                       |
| 2016                                                      | 23. August    | Sands Bethlehem Event Center, Bethlehem, USA        | Juan De Angel                                                    | Punktsieg (einstimmig) / 10 Runden       |
| 2017                                                      | 25. Februar   | Legacy Arena, Birmingham, USA                       | Thomas Awimbono                                                  | Punktsieg (einstimmig) / 10 Runden       |
| 2017                                                      | 8. September  | Hard Rock Hotel and Casino, Las Vegas, USA          | Andrew Hernandez                                                 | Punktsieg (einstimmig) / 10 Runden       |
| 2018                                                      | 17. Februar   | Don Haskins Center, El Paso, USA                    | Rogelio Medina                                                   | Punktsieg (einstimmig) / 12 Runden       |
| 2019                                                      | 13. Januar    | Microsoft Theater, Los Angeles, USA                 | Jose Uzcategui IBF-Supermittelgewicht-Weltmeisterschaft          | Punktsieg (einstimmig) / 12 Runden       |
| 2019                                                      | 20. Juli      | MGM Grand Garden Arena, Las Vegas, USA              | Mike Lee IBF-Supermittelgewicht-Titelverteidigung                | Sieg / TKO 3. Runde                      |
| 2020                                                      | 15. Februar   | Bridgestone Arena, Nashville, USA                   | Vincent Feigenbutz IBF-Supermittelgewicht-Titelverteidigung      | Sieg / TKO 10. Runde                     |
| 2021                                                      | 30. Januar    | Shrine Auditorium, Los Angeles, USA                 | Caleb Truax IBF-Supermittelgewicht-Titelverteidigung             | Punktsieg (einstimmig) / 12 Runden       |
| 2021                                                      | 6. November   | MGM Grand Garden Arena, Las Vegas, USA              | Saúl Álvarez IBF/WBA/WBC/WBO-Supermittelgewicht-Titelvereinigung | Niederlage / KO 11. Runde                |
| 2022                                                      | 15. Oktober   | Barclays Center, Brooklyn, USA                      | Anthony Dirrell                                                  | Sieg / KO 9. Runde                       |
| 2023                                                      | 25. März      | MGM Grand Hotel, Las Vegas, USA                     | David Benavidez WBC-Interim Supermittelgewicht-Weltmeisterschaft | Punktniederlage (einstimmig) / 12 Runden |
| Quelle: Caleb Plant in der BoxRec-Datenbank               |               |                                                     |                                                                  |                                          |

## Privates
Im Jahr 2017 verlor er seine Tochter durch eine Infektion, welche sich zu einer lebensbedrohlichen Lungenentzündung entwickelt hatte – im Jahr 2019 wiederum seine Mutter, welche ein Messer gegen einen Polizisten gezogen hatte und daraufhin erschossen wurde.
Caleb Plant ist mit der Leichtathletin Jordan Hardy verheiratet.